# Horizon Chase
| Críticas profissionais | Críticas profissionais |
| Avaliações da crítica  | Avaliações da crítica  |
| Fonte                  | Avaliação              |
| ---------------------- | ---------------------- |
| TechTudo               | (98/100)               |
| IGN Brasil             | [ 2 ]                  |
| Metacritic             | (88/100)               |

Horizon Chase, também chamado de Horizon Chase - World Tour, é um jogo eletrônico de corrida estilo arcade lançado em agosto de 2015 pela desenvolvedora brasileira de games Aquiris Game Studio para iOS e Android. Meses antes de chegar ao mercado (março de 2015), a Aquiris Game Studio disponibilizou a versão demo do jogo com o nome Retro Racers.
O jogo é conhecido por ter sido inspirado no clássico game dos anos 90, Top Gear. Para reforçar ainda mais sua "inspiração", os desenvolvedores convidaram o autor da trilha-sonora do Top Gear, o britânico Barry Leitch para ser compositor da trilha-sonora de Horizon Chase.
Em maio de 2018, o game foi portado para o PS4 e para PCs com o título de Horizon Chase Turbo. E que Depois chegaria para Nintendo Switch e Xbox One.

## O Jogo
Desenvolvido em 3D, o game tem uma estética retrô única inspirada em títulos 2D da era 16 bits. Sua trilha sonora foi chamada de "Sega-core", em referência aos clássicos jogos de corrida do editor.
Em Horizon Chase, o player é desafiado a completar corridas em pistas situadas em todo o mundo. A adrenalina aumenta na forma de captadores de combustível que precisam ser obtidos para completar a corrida, assim como fichas que desbloqueiam novas pistas e o uso de impulsos de nitro para acelerar o carro do jogador. O jogador começa todas as corridas na parte de trás do pelotão e é obrigado a passar seus oponentes para ganhar. Existem também diferentes efeitos climáticos e tipos de pistas que afetam o manuseio.
Foram lançadas duas DLCs para Horizon Chase Turbo. A primeira se chama Summer Vibes e acrescenta novos veículos, pistas e modos de jogo. A segunda, intitulada "Senna Sempre", traz um modo de corrida estilo Formula 1, que lembra jogos como Enduro e Super Monaco GP, e acrescenta dois novos modos de jogo, carros e pistas inspirados na carreira da lenda brasileira das pistas, Ayrton Senna, em circuitos e equipes clássicas da categoria. 

## Prêmios e Indicações
| Ano  | Prêmio          | Categoria                | Resultado  | Ref.   |
| ---- | --------------- | ------------------------ | ---------- | ------ |
| 2015 | App Store       | Melhores Jogos do Ano    | 6a Posição | [ 11 ] |
| 2016 | 4º BIG Festival | Melhor Game Independente | Venceu     | [ 12 ] |
| 2016 | 4º BIG Festival | Melhor jogo brasileiro   | Indicado   | [ 12 ] |
| 2016 | 4º BIG Festival | Melhor Gameplay          | Indicado   | [ 12 ] |